# Віперешть (комуна)
Віперешть, Віперешті (рум. Viperești) — комуна у повіті Бузеу в Румунії. До складу комуни входять такі села (дані про населення за 2002 рік):
- Віперешть (1131 особа) — адміністративний центр комуни
- Мусчел (248 осіб)
- Пеліч (599 осіб)
- Рушавец (312 осіб)
- Тронарі (966 осіб)
- Урсоая (384 особи)

Комуна розташована на відстані 92 км на північ від Бухареста, 29 км на захід від Бузеу, 124 км на захід від Галаца, 81 км на південний схід від Брашова.

## Населення
За даними перепису населення 2002 року у комуні проживали 3640 осіб.
Національний склад населення комуни:
| Національність | Кількість осіб | Відсоток |
| -------------- | -------------- | -------- |
| румуни         | 3559           | 97,8%    |
| цигани         | 79             | 2,2%     |
| угорці         | 2              | 0,1%     |

Рідною мовою назвали:
| Мова      | Кількість осіб | Відсоток |
| --------- | -------------- | -------- |
| румунська | 3638           | 99,9%    |
| угорська  | 2              | 0,1%     |

Склад населення комуни за віросповіданням:
| Релігія       | Кількість осіб | Відсоток |
| ------------- | -------------- | -------- |
| православні   | 3523           | 96,8%    |
| адвентисти    | 55             | 1,5%     |
| лютерани      | 44             | 1,2%     |
| бретрени      | 16             | 0,4%     |
| римо-католики | 2              | 0,1%     |